# جون ك. بلاك
جون ك. بلاك (بالإنجليزية: John C. Black)‏ هو ضابط ومحامي وسياسي أمريكي، ولد في 27 يناير 1839 في ليكسينغتون في الولايات المتحدة، وتوفي في 17 أغسطس 1915 في شيكاغو في الولايات المتحدة. حزبياً، نشط في الحزب الديمقراطي. وقد انتخب عضو مجلس النواب الأمريكي.